# Санта-Ана (Сальвадор)
Санта-Ана (исп. Santa Ana) — город на западе Сальвадора, административный центр одноимённого департамента.
Второй по величине и экономическому значению город в Сальвадоре.

## Географическое положение
Расположен в 16 км от вулкана Санта-Ана, на высоте 665 м над уровнем моря.
В 64 км к востоку от Санта-Аны находится столица Сальвадора, город Сан-Сальвадор.

## История
Город был основан испанскими колонизаторами в 1569 году.
Постройка Панамериканского шоссе (прошедшего через город) способствовала его развитию. В 1952 году численность населения составляла 52 тысяч человек, здесь действовали предприятия сахарной, табачной и текстильной промышленности, а также спичечная фабрика.
После окончания "футбольной войны" в страну вернулись беженцы и вынужденные переселенцы из Гондураса, в результате население города увеличилось. В 1971 году численность жителей составляла 96 тыс. человек, основой экономики в это время являлись пищевая, табачная, текстильная, кожевенная, деревообрабатывающая промышленность. Здесь действовали крупная фабрика по производству растворимого кофе и производство спичек.
В ходе гражданской войны в ноябре 1980 года силы ФНОФМ атаковали казармы правительственных войск в городах Сан-Карлос и Санта-Ана.
В 1983 году численность населения составляла 208 тысяч человек, основой экономики являлись пищевкусовая промышленность (растворимый кофе, табак и продукты питания), текстильная промышленность и производство спичек.

## Экономика
Санта-Ана - торгово-промышленный центр района выращивания кофе.

## Транспорт
В XX веке являлся железнодорожным узлом.

## Достопримечательности
В городе сохранились памятники колониальной архитектуры — готический собор и церковь Эль Кальварио. В 14 км западнее Санта-Аны располагаются развалины древнего индейского города Тасумаль.
К югу от города, у озера Коатепеке находится летний курорт.